# Juan Nentuig
Juan Bautista Nentuig ( Klodzko, Polonia, el 28 de marzo de 1713-Ixtlán del Río Nayarit el 11 de septiembre de 1768) fue un cartógrafo y misionero jesuita que evangelizó a los indígenas de Sonora en el siglo XVIII.  
Ingresó a la Compañía de Jesús el 28 de agosto de 1734, de donde egresó. En 1749 llegó a la Nueva España, y fue enviado en 1750 a la frontera norte de la cristiandad, a la región de la Pimería Alta en la misión de San Javier del Bac, que anteriormente había fundado Eusebio Francisco Kino, en el sur de Arizona. En 1751 fue enviado a la Misión del Sáric, cuando hubo la revuelta pima, como parte de las misiones jesuíticas en el Desierto de Sonora. 
Estuvo activo quince años como evangelizador en el Pimería Alta (parte de Sonora, México y parte de Arizona, Estados Unidos) donde trabajó con varias tribus locales entre ellos, Pimas y Ópatas. Estuvo en diferentes zonas para misionar como fueron en el Sáric 1751, (donde fue herido y salió huyendo), Santa María de Suamca  en 1753 (hoy es Santa Cruz), Tecoripa y Huásabas (de 1760 a 1767). 

Nentuig menciona:
"Son  dos  las  “naciones”  principales  que  pueblan  la  Sonora  [naciones, porque en este Nuevo Mundo se llaman así los grupos humanos que hablan idiomas diferentes: ... a saber: ópata y pima ... a la ópata se pueden reducir a eudebes y jovas ... Los pimas son altos y bajos y los bajos usan del mismo idioma con los altos". También se hallan en el territorio de esta provincia los seris, a los cuales el narrador se resiste a incluir entre los habitantes de esta comarca, debido a “su sangriento furor” que los iguala a los apaches."
Sus juicios sobre los pimas resultan particularmente severos y contrastan con la percepción que de ellos tuvo el padre Eusebio Kino.
En cuanto a la nación seri, piensa que es la menos poblada pero la más cruel e indómita de todas. Siempre han sido indóciles y rebeldes a la ley de Dios, y los diversos intentos para contenerlos han fracasado; por lo que recomienda no creer en ellos, cuando suelen hacerse los inocentes. no obstante haber sido vencidos en distintos enfrentamientos, andan tan soberbios que rechazan cualquier partido que se les ofrece, y se han confederado con los pimas altos.  

Los  apaches  son  sumamente peligrosos  por  su  manera  bárbara  de  proceder  en  asaltos,  incendios,  robos  y asesinatos unida a sus crueldades y salvaje manera de vivir.
Se informa sobre Nentuig
"San Javier de Guásabas está administrada por el padre rector Juan Nentuig quien predica a sus hijos en lengua ópata y por no estar muy expedito en ella, escribe la plática y se las lee a sus hijos en la iglesia. Él ha hecho la iglesia de nuevo, ha puesto dos muy buenos retablos, alhajas de plata, blandones, etc. y varios ornamentos muy lucidos. Sus hijos rezan en ópata y en castellano y están muy bien instruidos. No debe nada la misión y cotejando las entradas con los gastos, le sobraban cuatro pesos y medio. Los apaches le han dado y continuamente le dan mucho quehacer. Tiene sus cosechas de trigo en abundancia y algo de maíz. Caballada tiene poca por causa de los apaches; ganado mayor tendrá como mil reses." 

## La retirada
El padre Juan Nentuig, residiendo en Mátape provincial de esas misiones, recibió la acusación y la orden de expulsión de los jesuitas en 1767, ordenada por el Rey Carlos III. Convocó a los sacerdotes residentes en la frontera septentrional y los reunió en Mátape. De ahí salieron Ignacio Pfefferkorn, Middendor y Gerstner rumbo a Guaymas, el 25 de agosto de 1767, bajo vigilancia militar, en un grupo conformado por 51 misioneros,30 procedentes de Sonora y 21 de Sinaloa. Continuaron por mar hasta San Blas y luego por tierra a Veracruz, La Habana y Cádiz. Un largo y penoso trayecto en el cual algunos murieron, entre ellos Nentuig quien falleció en Ixtlán del Río, Nayarit rumbo a Cádiz. Fue sepultado a pocos días de su muerte en Jala, actual estado de Nayarit. La localización de su tumba es desconocida.

## Cartógrafo
Nentuig fue memorialista y cartógrafo.Documentó un mapa de Sonora. A través sus escrituras se detalló lo que sucedió con algunas de las misiones, asistencias (misiones secundarias o capillas contribuyentes) y Visitas (capillas de visita o campestres) fundadas por el misionero Eusebio Francisco Kino. También escribió sobre su vida y acciones.  Redactó en 1762, el escrito

## Obra
- Mapa de Sonora
- "Descripción de Sonora" y en 1764 la
- "Descripción geográfica, natural y curiosa de la provincia de Sonora por un amigo del servicio de Dios y del rey Nuestro Señor", (del cual se conservan 4 manuscritos originales y se ha editado 4 veces en inglés, 4 veces en español. Estas obras son consideradas por algunos historiadores como documentos coloniales muy completos y ricos sobre Sonora, sus habitantes y la obra misional.)Adicionalmente realizó algunos escritos sobre los
- Valores medicinales de plantas nativas.[5][6]